# Forêt nationale de Lorena
La forêt nationale de Lorena (portugais : Floresta Nacional de Lorena) est une forêt nationale brésilienne. Elle se situe dans la région Sud-Est, dans l'État du São Paulo.
Le parc fut créé en 1934 et couvre une superficie de 281,41 hectares.
Il s'étend sur le territoire de la municipalité de Lorena.